# Johann Benedikt Carpzov I.

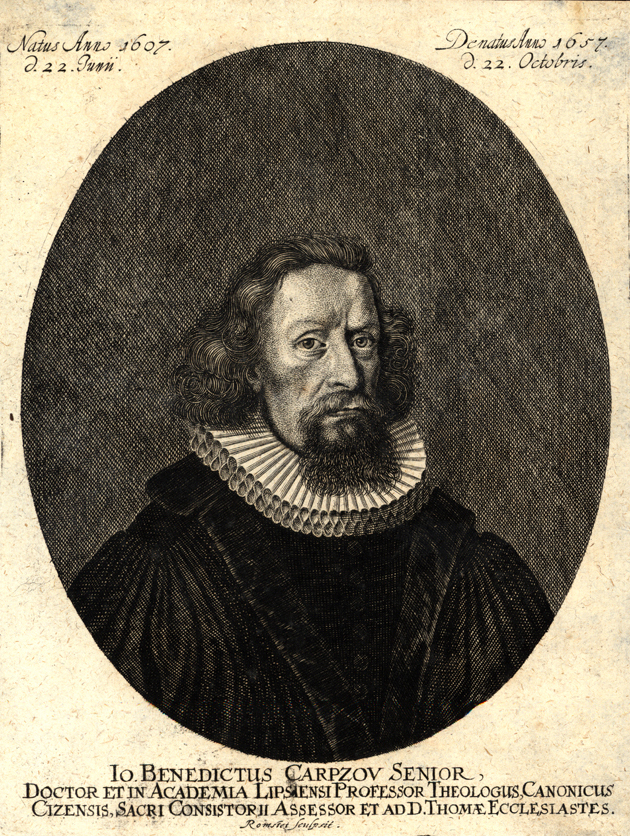
Johann Benedikt Carpzov I., Kupferstich von Christian Romstet

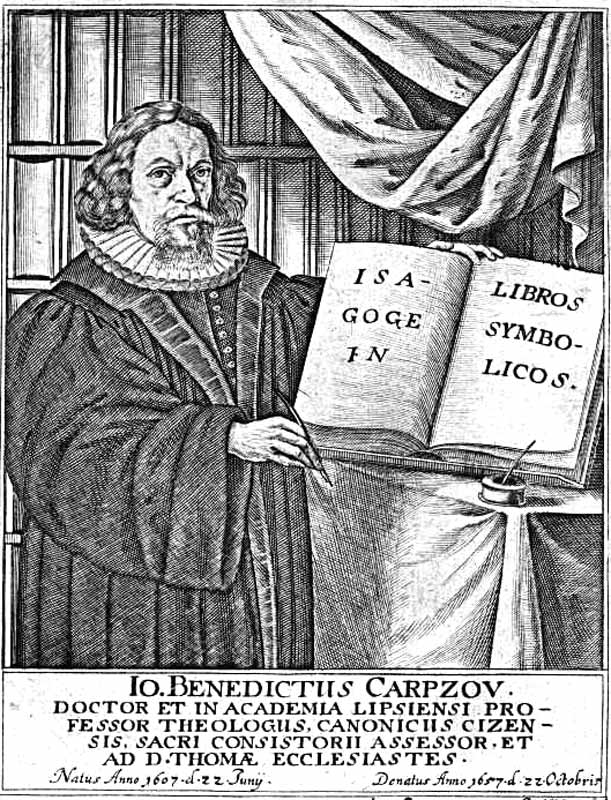
Johann Benedikt Carpzov I.

Johann Benedikt Carpzov I. (* 22. Juni 1607 in Rochlitz; † 22. Oktober 1657 in Leipzig) war ein deutscher lutherischer Theologe.

## Leben
Johann Benedikt wurde als Sohn des Benedikt Carpzov des Älteren und seiner zweiten Frau Christina Selfisch in Rochlitz geboren, weil seine Eltern dort vor der Pest Zuflucht gesucht hatten. Er wuchs in Colditz auf und immatrikulierte sich gemeinsam mit dreien seiner Brüder am 1. Juli 1618 an der Universität Wittenberg, wo er am 25. September 1627 den akademischen Grad eines Magisters der Philosophie erwarb.
1628 ging er an die Universität Leipzig und wurde nach dem Abschluss seiner Studien 1632 Pfarrer in Meuselwitz. 1637 kehrte er als Diaconus an der Thomaskirche nach Leipzig zurück, erwarb sich 1640 das Lizentiat der Theologie und später den Doktorgrad. Seine theologischen Lehrer in Wittenberg und Leipzig waren u. a. Heinrich Höpfner, Johann Hülsemann und Hieronymus Kromayer. Im Anschluss an seine Promotion wurde er 1641 als außerordentlicher Professor der Theologie und 1646 als ordentlicher Professor an die Universität in Leipzig berufen, stieg 1647 zum Archidiakon an der Thomaskirche in Leipzig auf und verstarb als solcher 1657.

## Würdigung
Carpzov war als theologischer Zeitzeuge des Dreißigjährigen Krieges in die nachfolgenden theologischen Streitigkeiten der lutherischen Orthodoxie eingebunden und verkehrte in diesem Zusammenhang mit Georg Calixt, Gerhard Titius und anderen. Dabei vertrat er eine zurückhaltende Position, mit dem Bestreben eine Einigung zwischen den Parteien zu erzielen. Jedoch wurde er aufgrund seiner Lehrtätigkeit daran weitestgehend gehindert, so dass vor allem seine Werke in der Nachwelt Beachtung fanden.

## Familie
Carpzov heiratete am 22. Februar 1636 Elisabeth (* um 1600), die Tochter des Leipziger Handelsmannes David Wrieffpenning (auch Wurffpfennig) und dessen Frau Catarina Schmidt aus Goslar. Ihrer 21-jährigen Ehe entstammen sechs Kinder:
- Christine Elisabeth Carpzov  (* 1. November 1641 in Leipzig; † 7. September 1703 in Dresden) verh. am 26. Mai 1657 in Leipzig mit Martin Geier,
- Johann Benedict Carpzov II.,
- David Benedict Carpzov (* 1637 in Leipzig; † 1682 ebenda),
- August Benedict Carpzov (* 2. November 1644 in Leipzig; † 4. März 1708 ebenda),
- Samuel Benedict Carpzov
- Friedrich Benedict Carpzov (* 1. Januar 1649 in Leipzig; † 20. Mai 1699 ebenda)

Die Tochter Christine Elisabeth ist eine Vorfahrin von Königin Beatrix der Niederlande.
Siehe auch: Carpzov (Familie)

## Werke
- Systema theolog. Leipzig 1653
- Isagoge in libros ecclesiarum Lutheranum symbolicos; opus posth. a J. Oleario continuatum. Leipzig 1665, 1675, 1699, 1725
- Hodegeticum brevibus aphorismis olim pro collegio concionatorio conceptum et nunc revisum. Leipzig 1636, 1656